# Merenye
Merenye es un pueblo ubicado en el distrito de Szigetvár, en el condado de Baranya, Hungría.

## Superficie
Posee una superficie de 14,47 kilómetros cuadrados.

## Demografía
Hasta 2019 la población era de 245 habitantes, con una densidad de población de 16,93 habitantes por kilómetro cuadrado.